# 25. ročník udílení Critics' Choice Movie Awards
25. ročník udílení cen Critics' Choice Movie Awards se konal 12. ledna 2020 na letišti v Santa Monice v Kalifornii. Nominace byly oznámeny dne 8. prosince 2019. Ceremoniál vysílala stanice The CW. Nejvíce nominací, celkem 14, získal film Irčan. Nejvíce cen získal film Tenkrát v Hollywoodu, celkem 4.

## Vítězové a nominovaní
Tučně jsou označeni vítězové.
| Nejlepší film | Nejlepší režisér | Nejlepší herec |
| --- | --- | --- |

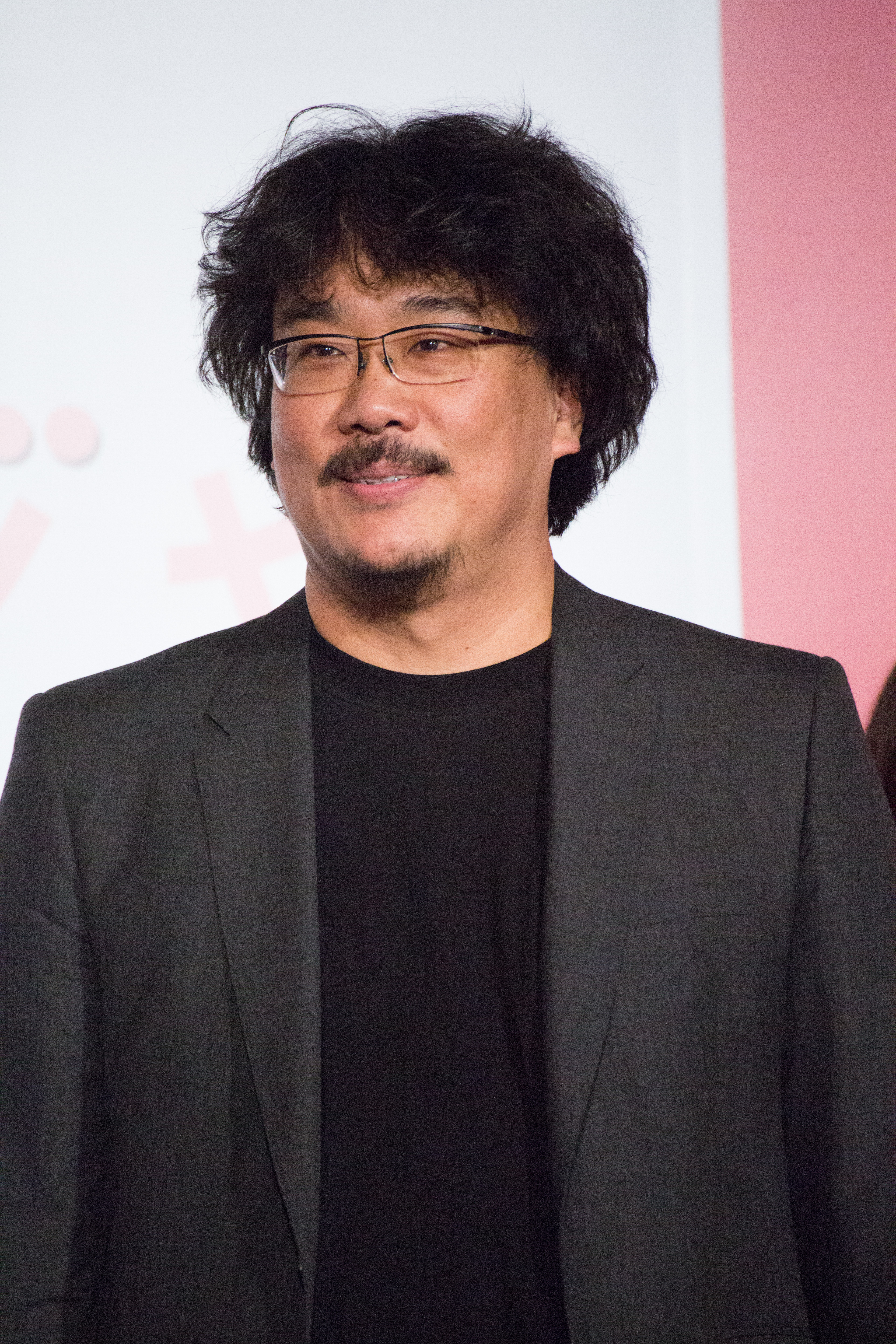
Pon Džun-ho, vítěz v kategorii nejlepší režisér za film Parazit

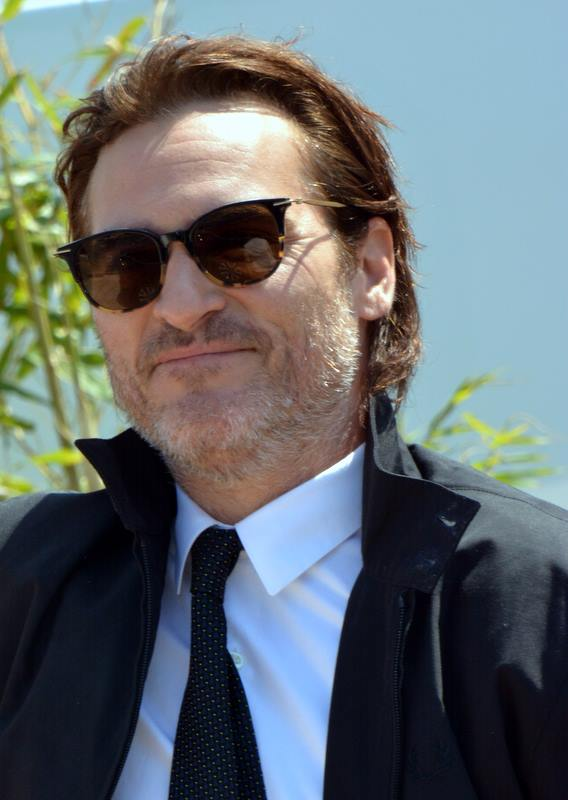
Joaquin Phoenix, vítěz v kategorii nejlepší mužský herecký výkon v hlavní roli za výkon ve filmu Joker

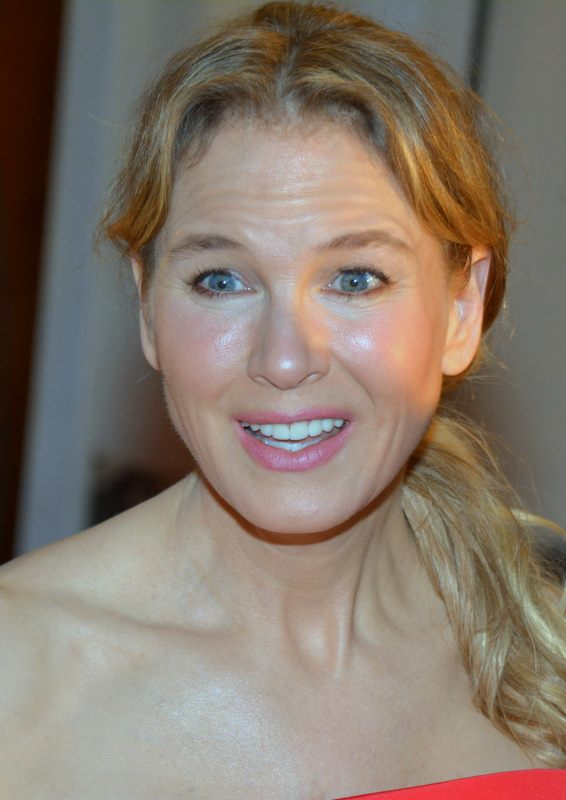
Renée Zellweger, vítězka v kategorii nejlepší ženský herecký výkon v hlavní roli za výkon ve filmu Judy

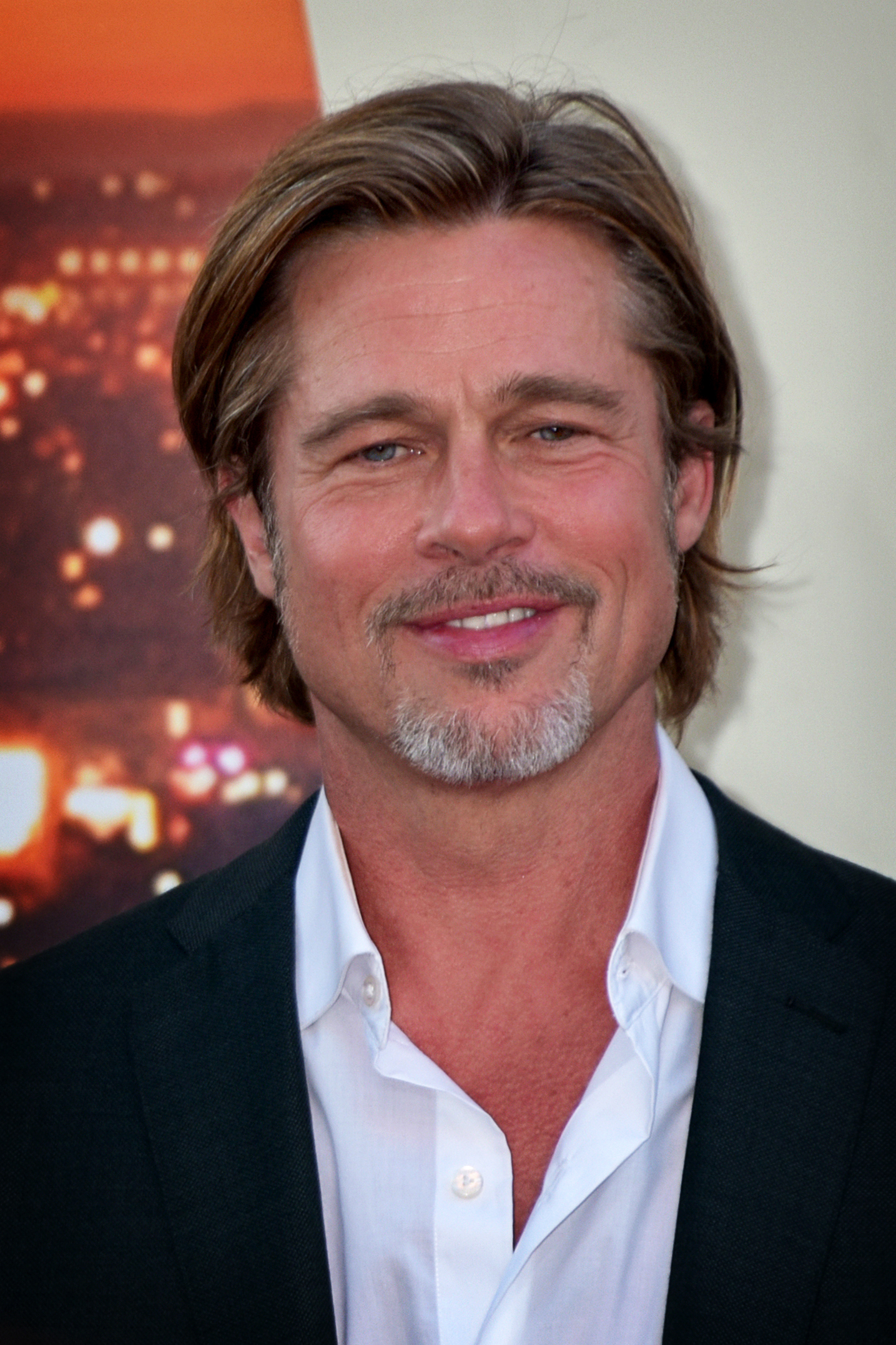
Brad Pitt, vítěz v kategorii nejlepší mužský herecký výkon ve vedlejší roli za výkon ve filmu Tenkrát v Hollywoodu

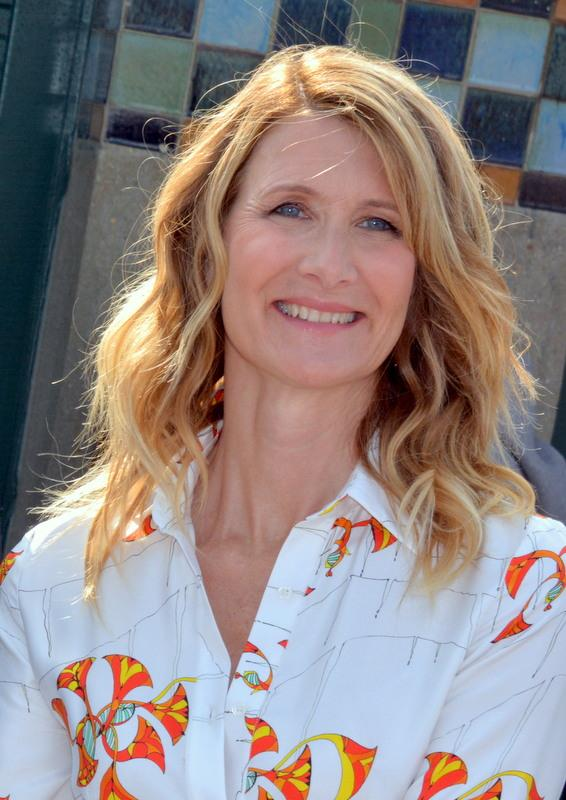
Laura Dern, vítězka v kategorii nejlepší ženský herecký výkon ve vedlejší roli za výkon ve filmu Manželská historie

| Tenkrát v Hollywoodu - 1917 - Le Mans '66 - Irčan - Králíček Jojo - Joker - Malé ženy - Manželská historie - Parazit - Drahokam | Pon Džun-ho – Parazit (remíza) Sam Mendes – 1917 (remíza) - Noah Baumbach – Manželská historie - Greta Gerwig – Malé ženy - Josh Safdie a Benny Safdie – Drahokam - Martin Scorsese – Irčan - Quentin Tarantino – Tenkrát v Hollywoodu                                             | Joaquin Phoenix jako Arthur Fleck / Joker – Joker - Antonio Banderas jako Salvador Mallo – Bolest a sláva - Robert De Niro jako Frank Sheeran – Irčan - Leonardo DiCaprio jako Rick Dalton – Tenkrát v Hollywoodu - Adam Driver jako Charlie Barber – Manželská historie - Eddie Murphy jako Rudy Ray Moore – Jmenuju se Dolemite - Adam Sandler jako Howard Ratner – Drahokam |
| Nejlepší herečka | Nejlepší herec ve vedlejší roli | Nejlepší herečka ve vedlejší roli |
| Renée Zellweger jako Judy Garland – Judy - Awkwafina jako Billi Wang – Malá lež - Cynthia Erivo jako Harriet Tubman – Harriet - Scarlett Johansson jako Nicole Barber – Manželská historie - Lupita Nyong'o jako Adelaide Wilson / Red – My - Saoirse Ronan jako Josephine "Jo" March – Malé ženy - Charlize Theron jako Megyn Kelly – Šokující odhalení | Brad Pitt jako Cliff Booth – Tenkrát v Hollywoodu - Willem Dafoe jako Thomas Wake – Maják - Tom Hanks jako Fred Rogers – Výjimeční přátelé - Anthony Hopkins jako papež Benedict XVI – Dva papežové - Al Pacino jako Jimmy Hoffa – Irčan - Joe Pesci jako Russell Bufalino – Irčan | Laura Dern jako Nora Fanshaw – Manželská historie - Scarlett Johansson jako Rosie Betzler – Králíček Jojo - Jennifer Lopez jako Ramona Vega – Zlatokopky - Florence Pughová jako Amy March – Malé ženy - Margot Robbie jako Kayla Pospisil – Šokující odhalení - Zhao Shuzhen jako Nai Nai – Malá lež                                                                          |
| Nejlepší mladý herec/herečka | Nejlepší filmové obsazení | Nejlepší původní scénář |
| Roman Griffin Davis jako Jojo Betzler – Králíček Jojo - Julia Butters jako Trudi Fraser – Tenkrát v Hollywoodu - Shahadi Wright Joseph jako Zora Wilson / Umbrae – My - Noah Jupe jako mladý Otis Lort – Honey Boy - Thomasin McKenzie jako Elsa Korr – Králíček Jojo - Archie Yates jako Yorki – Králíček Jojo                                          | Irčan - Šokující odhalení - Na nože - Malé ženy - Manželská historie - Tenkrát v Hollywoodu - Parazit | Quentin Tarantino – Tenkrát v Hollywoodu - Noah Baumbach – Manželská historie - Pon Džun-ho – Parazit - Rian Johnson – Na nože - Lulu Wang – Malá lež |
| Nejlepší adaptovaný scénář | Nejlepší kamera | Nejlepší filmová architektura |
| Greta Gerwig – Malé ženy - Micah Fitzerman-Blue a Noah Harpster – Výjimeční přátelé - Anthony McCarten – Dva papežové - Todd Phillips a Scott Silver – Joker - Taika Waititi – Králíček Jojo - Steven Zaillian – Irčan | Roger Deakins – 1917 - Jarin Blaschke – Maják - Phedon Papamichael – Le Mans '66 - Rodrigo Prieto – Irčan - Robert Richardson – Tenkrát v Hollywoodu - Lawrence Sher – Joker | Nancy Haigh a Barbara Ling – Tenkrát v Hollywoodu - Mark Friedberg a Kris Moran – Joker - Dennis Gassner a Lee Sandales – 1917 - Jess Gonchor a Claire Kaufman – Malé ženy - Lee Ha-jun – Parazit - Bob Shaw a Regina Graves – Irčan - Donal Woods a Gina Cromwell – Panství Downton                                                                                           |
| Nejlepší střih | Nejlepší návrh kostýmů | Nejlepší masky |
| Lee Smith – 1917 - Ronald Bronstein a Benny Safdie – Drahokam - Andrew Buckland a Michael McCusker – Le Mans '66 - Yang Jin-mo – Parazit - Fred Raskin – Tenkrát v Hollywoodu - Thelma Schoonmaker – Irčan | Ruth E. Carter – Jmenuju se Dolemite - Julian Day – Rocketman - Jacqueline Durran – Malé ženy - Arianne Phillips – Tenkrát v Hollywoodu - Sandy Powell a Christopher Peterson – Irčan - Anna Robbins – Panství Downton                                                             | Šokující odhalení - Jmenuju se Dolemite - Irčan - Joker - Judy - Tenkrát v Hollywoodu - Rocketman |
| Nejlepší vizuální efekty | Nejlepší animovaný film | Nejlepší akční film |
| Avengers: Endgame - 1917 - Ad Astra - Vzduchoplavci - Le Mans '66 - Irčan - Lví král | Toy Story 4: Příběh hraček - Sněžný kluk - Ledové království II - Jak vycvičit draka 3 - Kde je moje tělo? - Hledá se Yetti | Avengers: Endgame - 1917 - Le Mans '66 - John Wick 3 - Spider-Man: Daleko od domova |
| Nejlepší komedie | Nejlepší sci-fi/hororový film | Nejlepší skladatel |
| Jmenuju se Dolemite - Šprtky to chtěj taky - Malá lež - Králíček Jojo - Na nože | My - Ad Astra - Avengers: Endgame - Slunovrat | Hildur Guðnadóttir – Joker - Michael Abels – My - Alexandre Desplat – Malé ženy - Randy Newman – Manželská historie - Thomas Newman – 1917 - Robbie Robertson – Irčan |
| Nejlepší píseň | Nejlepší cizojazyčný film | Nejlepší cizojazyčný film |
| „Glasgow (No Place Like Home)“ – Wild Rose (remíza) „(I'm Gonna) Love Me Again“ – Rocketman (remíza) - „I'm Standing With You“ – Zlom - „Into the Unknown“ – Ledové království II - „Speechless“ – Aladin - „Spirit“ – Lví král - „Stand Up“– Harriet | Parazit (Jižní Korea) - Atlantique (Senegal) - Bídníci (Francie) - Bolest a sláva (Španělsko) - Portrét dívky v plamenech (Francie) | Parazit (Jižní Korea) - Atlantique (Senegal) - Bídníci (Francie) - Bolest a sláva (Španělsko) - Portrét dívky v plamenech (Francie) |